# جسی ال مارتین
جسی ال مارتین (انگلیسی: Jesse L. Martin؛ زادهٔ ۱۸ ژانویهٔ ۱۹۶۹) یک هنرپیشه اهل ایالات متحده آمریکا است. او بیشتر برای ایفای نقش جو وست در سریال فلش معروف شده‌است. او در فیلم های کیک خواران و اجاره بازی کرده‌است.